# Јосип Букал
Јосип Букал (Окешинац, Иванић-Град, 11. новембар 1945 — Сарајево, 30. август 2016) био је југословенски фудбалер и тренер.
Своју фудбалску каријеру је започео у Сарајеву. Дошао је у Сарајево са 15 година и почео је да тренира у млађим категоријама Жељезничара. На једној утакмици омладинаца 10 пута се уписао у листу стрелаца. Године 1963, дебитовао је у првом тиму. Одиграо је 464 утакмице за Жељезничар (од тога 290 лигашких мечева). Најбољи је стрелац клуба свих времена са 127 голова од којих је 111 постигао у првенству. Играо је у Жељиној генерацији која је освојила првенство Југославије 1972.
Године 1973, прешао је у белгијски Стандард из Лијежа. За њих је наступао три сезоне и био је најбољи стрелац купа УЕФА 1973-1974 са 12 погодака. Одиграо је још једну сезону у ФК Жељезничару, у чијем се дресу опростио од професионалног играња фудбала 1978. године. Остаће упамћен као један од најбољих стрелаца у историји Југословенског фудбала. Такође је познат по свом разорном ударцу. Током једне утакмице у Белгији измерено је да је лопта достигла брзину од 141 km/h после његовог ударца.
Уз један сусрет за омладинску (1964) и четири утакмице и један гол за младу репрезентацију (1966-1967), одиграо је и 24 утакмице и постигао 10 голова за најбољу селекцију Југославије. Дебитовао је 12. октобра 1966. против Израела (3:1) у Тел Авиву, постигавши прва два поготка, а од дреса са државним грбом опростио се 29. маја 1974. у сусрету против Мађарске (2:3) у Стоном Београду (Секешфехервару).
Касније је радио као тренер млађих селекција и помоћни тренер у ФК Жељезничару. Крајем 1988. радио је као главни тренер Железница.